# رزمارکی
رزمارکی (به انگلیسی: Rosemarkie) یک روستا در بریتانیا است که در هایلند واقع شده‌است.